# Burnsville, North Carolina
Burnsville är en kommun (town) och administrativ huvudort i Yancey County i North Carolina. Befolkningen var 1 693 vid folkräkningen år 2010.
Burnsville grundades 6 mars 1834 och döptes efter Kapten Otway Burns, en hjälte i 1812 års krig.